# یواس‌اس ترشر (اس‌اس-۲۰۰)
یواس‌اس ترشر (اس‌اس-۲۰۰) (به انگلیسی: USS Thresher (SS-200)) یک زیردریایی بود که طول آن ۳۰۷ فوت ۲ اینچ (۹۳٫۶۲ متر) بود. این زیردریایی در سال ۱۹۴۰ ساخته شد.